# Prótese dentária
A prótese dentária (ou prótese dental) é a arte dental, ciência que lida com a reposição de tecidos bucais, visando restaurar e manter a forma, função, aparência e saúde bucal. Aplicados à odontologia, são utilizados indistintamente os termos prostodontia e prótese dentária. O termo "prótese dentária" também é utilizado para se referir ao artefato que se propõe a substituir a função original dos dentes perdidos ou ausentes.
O seu principal objectivo é a reabilitação bucal, em todas as suas funções: estética, fonética e mastigação. Repõe ou restaura de forma indirecta (por meio laboratorial) os (dentes), por meio de confecção de próteses fixas (coroas em metal, porcelana e materiais poliméricos e pontes) ou próteses removíveis como prótese total (a popular dentadura) ou prótese parcial removível (ponte móvel). Recentemente encontramos próteses modernas produzidas sobre implantes como overdentures, próteses fixas livres de metal (metalfree) e próteses protocolo.
Não se deve confundir protesista (cirurgião-dentista especialista em prótese dentária) com o protético (técnico em prótese dentária), que presta serviço para o cirurgião-dentista e não deve atender directamente o paciente.

## Classificação
Existem três divisões principais:

### Prótese dentária fixa
Por excelências as próteses dentárias fixas são as coroas e as pontes. As coroas são capas cerâmica ou metálicas utilizadas para substituir a capa original de um dente quando ainda resta uma parte dele. Já as pontes são coroas que se apóiam em outros dentes, quando não resta sequer um pedaço original do dente a ser substituído.

### Prótese dentária removível
Podem ser confeccionadas de várias formas e por serem removíveis têm a vantagem de poderem ser retiradas para higienização. Podem ser retidas por grampos, encaixes ou telescópica.
São utilizadas desde 1950, na odontologia para a reabilitação de arcadas dentárias parcialmente desprovidas de dentes. Existem centenas de trabalhos científicos que comprovam a superioridade destas próteses com relação a estética e conforto no uso, além dos benefícios para a higiene bucal que este tipo de prótese proporciona devido a possibilidade de o próprio usuário poder removê-la para limpeza, sendo considerada a primeira escolha em reabilitações de pacientes que sofreram extrações.
Telescópica, o nome vem do tipo de sistema de encaixe da prótese no dente. São dois corpos de metal, onde um cabe perfeitamente dentro do outro. O menor fica revestindo os dentes e implantes e o maior embutido na prótese.
Finalmente vem a terceira estrutura de metal que será revestida com o material estético. Este sistema proporciona segurança pois a prótese fica retida por fricção entre os dois copos. Problemas periodontais, são facilmente controlados pelo próprio paciente. Que, como se pode perceber, nas figuras (2 e 3), sem estar utilizando a prótese, os dentes ficam protegidos por uma fina camada de ouro. Utilizando as escovas de dentes e "escova" inter-dental, proporciona-se a limpeza eficiente da gengiva marginal, após o tratamento periodontal. 
De entre todas as próteses removíveis, existe um tipo que pela sua massificação deve ser referida. Se trata da dentadura. Esta se subdivide por sua vez em prótese total ou parcial, isto é, se a dentadura suprir a ausência de todos os dentes do paciente se considera que é uma prótese total. Se por outro lado for apenas para suprir a ausência de apenas alguns dentes, esta prótese é denominada de parcial.

### Prótese maxilofacial
Apesar da importância dos implantes dentários, os autores não consideram a implantologia como uma divisão principal da prótese dentária.[carece de fontes?] Em vez disso, os implantes são considerados auxiliares da terapia fixa, removível ou maxilofacial.

### Prótese sobre implantes
As próteses sobre implantes dentários são utilizadas para repor um, alguns ou até mesmo todos os dentes perdidos. Podem ser fixas ou removíveis. As fixas são parafusadas e/ou cimentadas sobre os implantes, enquanto as móveis possuem um sistema de encaixe tipo barra ou o´ring para fixação.
Existem também as próteses "protocolo" que são encaixadas geralmente sob 4 implantes e nessa prótese estão todos os dentes da mandíbula ou maxila.

## Terminologia
Vários esforços têm sido realizados para padronizar a terminologia odontológica, iniciando por uma compilação de termos odontológicos realizados pelo Dr. Louis Ottofy's em 1923. Esse documento melhorou muito a comunicação dentro da Odontologia. De acordo com seu desenvolvimento, novos materiais e técnicas foram introduzidas. O aumento do conhecimento de especialidades odontológicas enquanto terminologias odontológicas continuaram a ser desenvolvidas. O maior avanço da terminologia protética aconteceu em 1956, quando a Academia de Prótese Dentária publicou o Glossário de Termos em Prótese Dentária. Desde então, a publicação tem sido atualizada regularmente. Atualmente o glossário é publicado a cada dois anos no Journal of Prothetic Dentistry.